# 福龙河畔拉罗什
福龙河畔拉罗什（法語：La Roche-sur-Foron，法語發音：[la ʁɔʃ syʁ fɔʁɔ̃]），法国东部城市，奥弗涅-罗讷-阿尔卑斯大区上萨瓦省的一个市镇，隶属于博讷维尔区，其市镇面积为17.99平方公里，2022年1月1日时人口数量为11,239人，在法国市镇中排名第887位。
福龙河畔拉罗什位于上萨瓦省中部，博尔讷群峰北麓，中世纪末曾为日内瓦伯国的国都，1885年成为欧洲首座实现电力供应的城市，现代则为一个区域性的工商业中心，福龙河畔拉罗什站是这一区域的一个铁路枢纽，另有多条公路在此交汇。

## 地名来源
根据当地官方网站的论述，“Roche”一名出自拉丁语单词“Rupes”，意为“岩石”；“-sur-Foron”这一后缀自1961年起成为当地官方名称的一部分。
福龙河畔拉罗什所处区域历史上曾通行法兰克-普罗旺斯语，截至2024年12月，“La Roche-sur-Foron”在该语言对应的维基百科条目标题拼写为“La Roche (Savouè)”。

## 历史

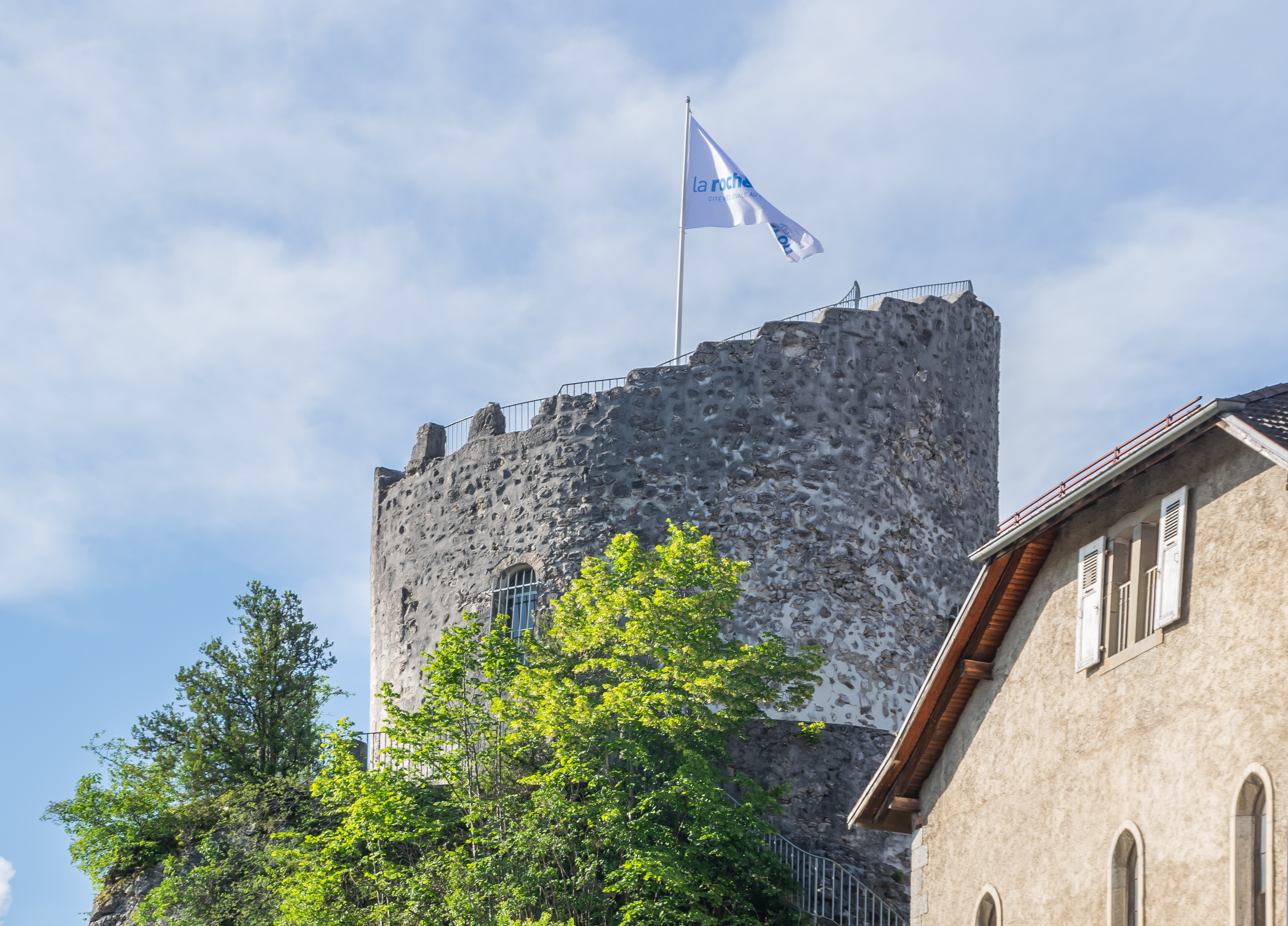
福龙河畔拉罗什防御城堡遗址

福龙河畔拉罗什的早期历史尚不清楚，根据当地官方网站的论述，福龙河畔拉罗什附近的阿尔沃河谷地区曾发现距今约一万年的人类活动遗迹。十一至十三世纪间，拉罗什曾为日内瓦伯国的国都，其间当地建成了一处防御城堡及碉楼。1335年，拉罗什获得市镇宪章，当地出现了集市贸易活动，并建成了学校等文化场所。十七世纪时，拉罗什境内先后出现两处宗教议会。法国大革命后，拉罗什先后成为勃朗峰省和莱芒省的一个市镇。1815年因拿破仑战败，拉罗什及其所处的萨瓦地区被划入薩丁尼亞王國。1860年7月，根据《都灵条约》，拉罗什重归法国，并被划入新成立的上萨瓦省。1885年12月16日，拉罗什成为欧洲首座实现电力供应的城市。与此同时，途径拉罗什的艾克斯莱班—阿讷马斯铁路和前往勃朗峰的铁路相继建成通车，福龙河畔拉罗什站成为一个重要的区域性铁路枢纽。自二十世纪60年代以来，当地人口数量逐年增加。

## 地理

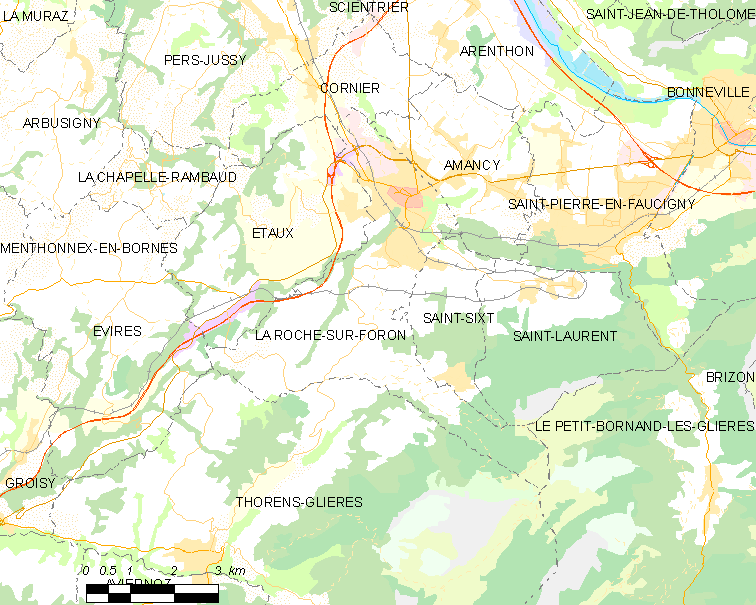
福龙河畔拉罗什市镇范围地图

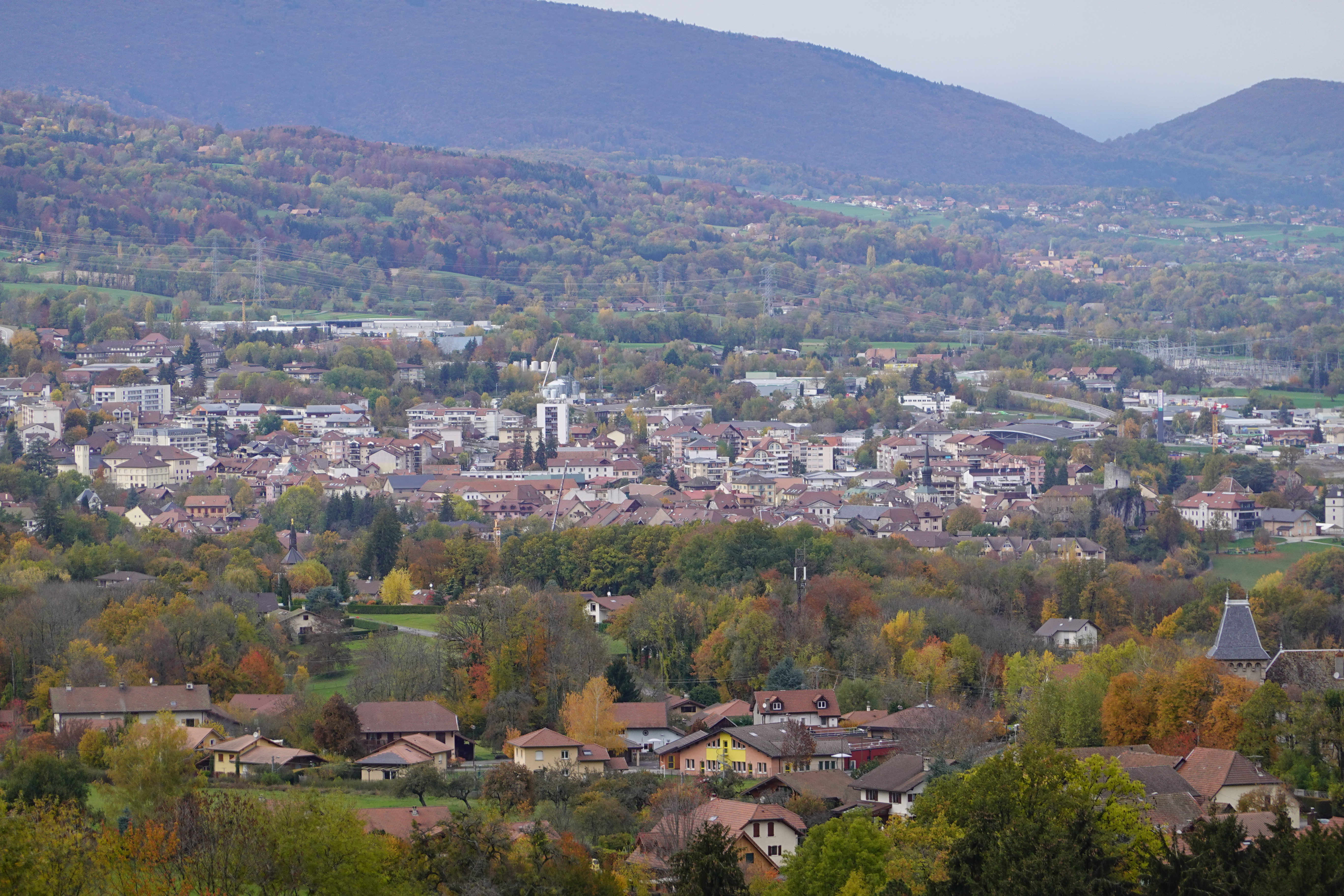
福龙河畔拉罗什镇中心远眺

福龙河畔拉罗什位于法国东部，奥弗涅-罗讷-阿尔卑斯大区东部和上萨瓦省中部，距离省会阿讷西大约30公里。与福龙河畔拉罗什接壤的市镇包括：阿芒西、科尔尼耶、埃托、菲利耶尔、Glières-Val-de-Borne、圣洛朗和圣西克斯特。

### 地形
福龙河畔拉罗什位于与阿尔沃河谷腹地，境内以丘陵和山地为主，整体地势自北向南抬升，河谷地带有明显的高差，全境海拔在500到1896米之间。

### 水文
福龙河畔拉罗什位于罗讷河流域范围内，福龙河自西向东北流经镇中心，其右岸支流克勒溪（ruisseau du Creux）在此与其交汇。

### 植被
福龙河畔拉罗什属于温带阔叶混交林区，林地多分布于河流附近及坡地地带，市中心的埃谢勒城堡公园（Parc du Château de l'Échelle）是当地的一处城市绿地。
在鲜花城市的评比中，福龙河畔拉罗什被评为3星级鲜花城市。

### 气候
福龙河畔拉罗什在柯本气候分类法中属于带有山地及大陆性气候特征的温带海洋性气候（Cfb）。
距离福龙河畔拉罗什最近的常年气象站位于埃托境内，以下为该气象站的数据（其中日照数据取自日内瓦）：
| 埃托 1981年－2019年 | 埃托 1981年－2019年 | 埃托 1981年－2019年 | 埃托 1981年－2019年 | 埃托 1981年－2019年 | 埃托 1981年－2019年 | 埃托 1981年－2019年 | 埃托 1981年－2019年 | 埃托 1981年－2019年 | 埃托 1981年－2019年 | 埃托 1981年－2019年 | 埃托 1981年－2019年 | 埃托 1981年－2019年 | 埃托 1981年－2019年 |
| 月份                | 1月                 | 2月                 | 3月                 | 4月                 | 5月                 | 6月                 | 7月                 | 8月                 | 9月                 | 10月                | 11月                | 12月                | 全年                |
| ------------------- | ------------------- | ------------------- | ------------------- | ------------------- | ------------------- | ------------------- | ------------------- | ------------------- | ------------------- | ------------------- | ------------------- | ------------------- | ------------------- |
| 历史最高温 °C（°F） | 17.4 (63.3)         | 17 (63)             | 20.6 (69.1)         | 24.5 (76.1)         | 30.4 (86.7)         | 32.5 (90.5)         | 35.6 (96.1)         | 35.2 (95.4)         | 28.5 (83.3)         | 25.3 (77.5)         | 19.8 (67.6)         | 16.7 (62.1)         | 35.6 (96.1)         |
| 平均高温 °C（°F）   | 2.8 (37.0)          | 4.6 (40.3)          | 9.1 (48.4)          | 12.8 (55.0)         | 17.7 (63.9)         | 21.6 (70.9)         | 23.6 (74.5)         | 22.8 (73.0)         | 17.7 (63.9)         | 13.1 (55.6)         | 6.9 (44.4)          | 3.1 (37.6)          | 13 (55)             |
| 日均气温 °C（°F）   | −0.1 (31.8)         | 1.1 (34.0)          | 4.6 (40.3)          | 7.9 (46.2)          | 12.7 (54.9)         | 16.2 (61.2)         | 18.1 (64.6)         | 17.6 (63.7)         | 13.3 (55.9)         | 9.4 (48.9)          | 3.9 (39.0)          | 0.4 (32.7)          | 8.8 (47.8)          |
| 平均低温 °C（°F）   | −2.9 (26.8)         | −2.4 (27.7)         | 0.1 (32.2)          | 3 (37)              | 7.6 (45.7)          | 10.7 (51.3)         | 12.6 (54.7)         | 12.3 (54.1)         | 8.8 (47.8)          | 5.8 (42.4)          | 0.8 (33.4)          | −2.3 (27.9)         | 4.5 (40.1)          |
| 历史最低温 °C（°F） | −15 (5)             | −17.2 (1.0)         | −14.1 (6.6)         | −6.5 (20.3)         | −1.6 (29.1)         | 0.2 (32.4)          | 4.3 (39.7)          | 3.3 (37.9)          | −1 (30)             | −5.4 (22.3)         | −11.5 (11.3)        | −16.6 (2.1)         | −17.2 (1.0)         |
| 平均降水量 mm（）   | 112.9 (4.44)        | 102.1 (4.02)        | 116.3 (4.58)        | 115.2 (4.54)        | 126.7 (4.99)        | 111.7 (4.40)        | 111.3 (4.38)        | 130.6 (5.14)        | 136.3 (5.37)        | 140 (5.5)           | 130.2 (5.13)        | 135 (5.3)           | 1,468.3 (57.81)     |
| 月均日照時數        | 59                  | 88.9                | 154.1               | 176.3               | 197                 | 234.7               | 262.9               | 237                 | 189.2               | 118.4               | 67.1                | 50.1                | 1,834.7             |
| 来源：infoclimat.fr |                     |                     |                     |                     |                     |                     |                     |                     |                     |                     |                     |                     |                     |

## 行政区划
福龙河畔拉罗什的市镇编号为74224，邮政编号为74800。
在行政管理方面，福龙河畔拉罗什隶属于法国奥弗涅-罗讷-阿尔卑斯大区上萨瓦省博讷维尔区；在地方选举方面，福龙河畔拉罗什是福龙河畔拉罗什县的中央投票站所在地，其市镇范围全境被划入上萨瓦省第三选区；在社会管理方面，福龙河畔拉罗什是拉罗什地区市镇公共社区的办公驻地。
截至2024年12月，福龙河畔拉罗什市镇范围内暂无任何城市敏感街区及城市政策优先街区。
法国国家统计与经济研究所（简称“INSEE”）在进行数据统计时，将福龙河畔拉罗什及相邻的另外17个市镇设为克吕斯城市核心区，并将包括核心区在内的周边共26个市镇划为克吕斯城市区。自2020年起，克吕斯城市区被撤销，福龙河畔拉罗什被划入包含158个市镇的日内瓦-阿讷马斯城市辐射区。此外，INSEE还将福龙河畔拉罗什市镇分为了3个“块区”（IRIS），以便于统计人口分布情况。

## 交通

### 公路
上萨瓦省省道D2线、D27线和D1203线在福龙河畔拉罗什境内交汇。
| 19 | 2.5 |

| 阿讷西 | 30 |

| 阿讷马斯 | 21 |

| 博讷维尔 | 8 |

2021年，80.4%的福龙河畔拉罗什家庭拥有至少一辆私人汽车。2022年，福龙河畔拉罗什境内共发生各类交通事故4起，造成4人受伤，其中3人重伤。

### 铁路

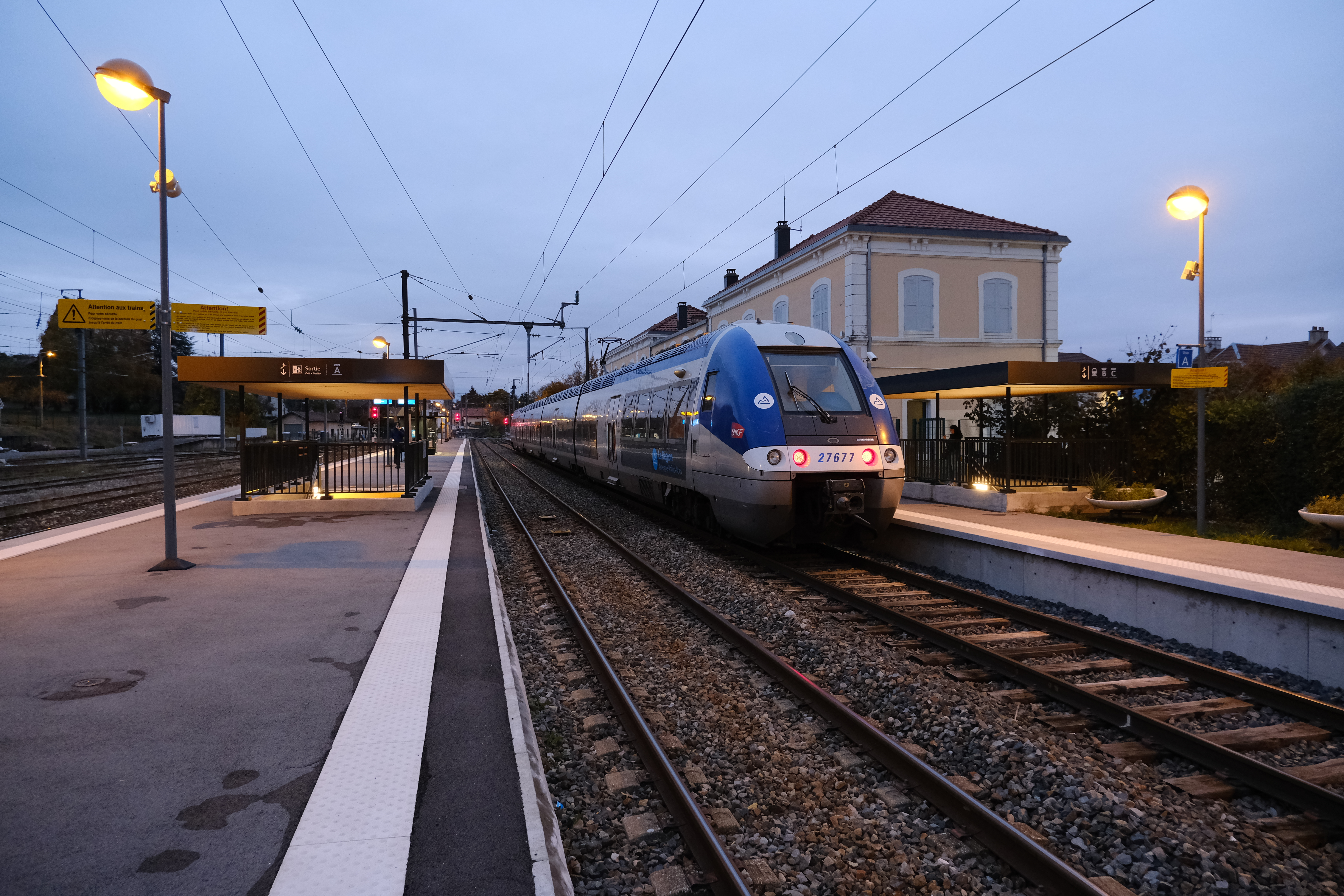
福龙河畔拉罗什火车站内停靠的TER列车

福龙河畔拉罗什位于艾克斯莱班—阿讷马斯铁路和福龙河畔拉罗什—圣热尔韦莱班铁路的交汇处。福龙河畔拉罗什站位于市区西北部，停靠前往阿讷马斯、阿讷西和圣热尔韦莱班三个方向的区域列车，以及莱芒特快L2线和L3线。

### 航空
福龙河畔拉罗什距离日内瓦机场的公路里程大约45公里。

### 城市公共交通
博讷维尔-福龙河畔拉罗什城市公共交通（商业名称为“Proxim'iTi”）是博讷维尔和福龙河畔拉罗什两地的城市公共交通系统。截至2024年12月，该系统共包括十余条各类公交线路，其中公交B线、D线、D'线和L线经过了福龙河畔拉罗什市区。

## 政治

### 市政内阁

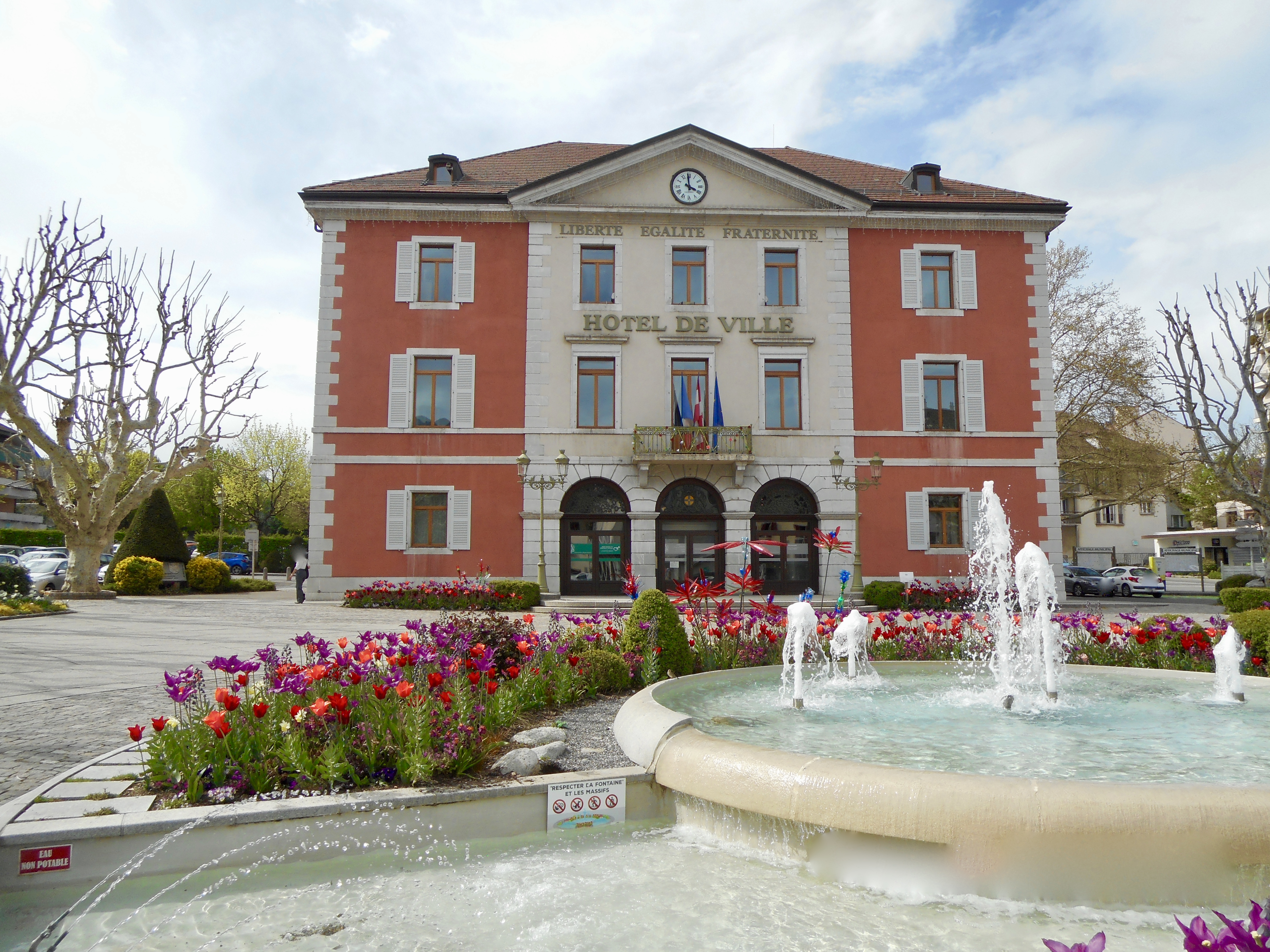
福龙河畔拉罗什市政厅

福龙河畔拉罗什的现任市长为皮埃里克·迪西默蒂埃先生（Pierrick DUCIMETIÈRE），他是一名右翼无党派人士，自2022年6月起担任市长职务；其前任为让-克洛德·若尔热先生（Jean-Claude GEORGET），他是生态主义者—欧洲生态绿党的一名成员，在2020年的市政选举中获得了40.78%的支持率。
2022年，因多名市政议员辞职，福龙河畔拉罗什被迫进行新的市政选举，让-克洛德·若尔热未参与竞选，皮埃里克·迪西默蒂埃则获得了44.5%的支持率。
| 福龙河畔拉罗什历届市长 | 福龙河畔拉罗什历届市长                   | 福龙河畔拉罗什历届市长 |
| 任期                   | 市长                                     | 党派                   |
| ---------------------- | ---------------------------------------- | ---------------------- |
| 1944年－1945年         | Jean NEVIÈRE 让·内维埃                   | RAD激进党              |
| 1945年－1959年         | Auguste PELLOUX 奥古斯特·佩卢            | MRP人民共和运动        |
| 1959年－1965年         | Charles PUTHOD 夏尔·皮托                 | DVD右翼无党派人士      |
| 1965年－1977年         | Jean MORIN 让·莫兰                       | 不详                   |
| 1977年－1989年         | Albert CLAVEL 阿尔贝·克拉韦尔            | 不详                   |
| 1989年－2001年         | Jacques LANSARD 雅克·朗萨尔              | RPR保衛共和聯盟        |
| 2001年－2014年         | Michel THABUIS 米歇尔·塔比               | 無黨籍                 |
| 2014年－2016年         | Guy FLAMMIER 居伊·弗拉米耶               | DVD右翼无党派人士      |
| 2016年－2020年         | Sébastien MAURE 塞巴斯蒂安·莫尔          | DVD右翼无党派人士      |
| 2020年－2022年         | Jean-Claude GEORGET 让-克洛德·若尔热     | EÉLV欧洲生态-绿党      |
| 2022年－               | Pierrick DUCIMETIÈRE 皮埃里克·迪西默蒂埃 | DVD右翼无党派人士      |

### 各级选举
| 福龙河畔拉罗什历届投票选举结果 | 福龙河畔拉罗什历届投票选举结果 | 福龙河畔拉罗什历届投票选举结果 | 福龙河畔拉罗什历届投票选举结果 | 福龙河畔拉罗什历届投票选举结果     | 福龙河畔拉罗什历届投票选举结果 | 福龙河畔拉罗什历届投票选举结果 | 福龙河畔拉罗什历届投票选举结果     | 福龙河畔拉罗什历届投票选举结果 | 福龙河畔拉罗什历届投票选举结果 |
| 选举项目                       | 选举范围                       | 选区单位                       | 选区单位内的选举结果           | 选区单位内的选举结果               | 选区单位内的选举结果           | 选区单位内的选举结果           | 选区单位内的选举结果               | 选区单位内的选举结果           | 参考资料                       |
| 选举项目                       | 选举范围                       | 选区单位                       | 第一轮胜出者                   | 第一轮胜出者                       | 支持率                         | 第二轮胜出者                   | 第二轮胜出者                       | 支持率                         | 参考资料                       |
| ------------------------------ | ------------------------------ | ------------------------------ | ------------------------------ | ---------------------------------- | ------------------------------ | ------------------------------ | ---------------------------------- | ------------------------------ | ------------------------------ |
| 2017年法國總統選舉             | 法國                           | 市镇                           |                                | 埃马纽埃尔·马克龙                  | 25.5%                          |                                | 埃马纽埃尔·马克龙                  | 72.32%                         | [ 27 ]                         |
| 2017年法国立法选举             | 上萨瓦省第三选区               | 市镇                           |                                | 纪尧姆·吉布安                      | 41.73%                         |                                | 纪尧姆·吉布安                      | 56.95%                         | [ 27 ]                         |
| 2019年欧洲议会选举             | 法國                           | 市镇                           |                                | 亚尼克·雅多                        | 24.36%                         | （不适用）                     | （不适用）                         | （不适用）                     | [ 31 ]                         |
| 2021年法国省级选举             | 上萨瓦省                       | 县                             |                                | 克里斯泰勒·佩泰-勒韦 达维德·拉钦巴 | 51.28%                         |                                | 克里斯泰勒·佩泰-勒韦 达维德·拉钦巴 | 67.46%                         | [ 32 ] [ 33 ]                  |
| 2021年法国省级选举             | 上萨瓦省                       | 市镇                           |                                | 克里斯泰勒·佩泰-勒韦 达维德·拉钦巴 | 46.14%                         |                                | 克里斯泰勒·佩泰-勒韦 达维德·拉钦巴 | 62.69%                         | [ 32 ] [ 33 ]                  |
| 2021年法国大区选举             |                                | 市镇                           |                                | 洛朗·沃基耶                        | 38.97%                         |                                | 洛朗·沃基耶                        | 49.34%                         | [ 34 ]                         |
| 2022年法国总统选举             | 法國                           | 市镇                           |                                | 埃马纽埃尔·马克龙                  | 28.44%                         |                                | 埃马纽埃尔·马克龙                  | 64.85%                         | [ 27 ]                         |
| 2022年法国立法选举             | 上萨瓦省第三选区               | 市镇                           |                                | 法比耶娜·瓦内克洛特-塔萨           | 28.36%                         |                                | 克里斯泰勒·佩泰-勒韦               | 59.64%                         | [ 27 ]                         |
| 2024年欧洲议会选举             | 法國                           | 市镇                           |                                | 若尔丹·巴尔代拉                    | 25.66%                         | （不适用）                     | （不适用）                         | （不适用）                     | [ 27 ]                         |
| 2024年法国立法选举             | 上萨瓦省第三选区               | 市镇                           |                                | 克里斯泰勒·佩泰-勒韦               | 34.9%                          |                                | 克里斯泰勒·佩泰-勒韦               | 67.83%                         | [ 27 ]                         |

## 人口
2021年，福龙河畔拉罗什市镇人口数量为11,263，在法国排名第887位。其中男性5,604人，女性5,659人，75岁及以上人口占5.4%，外籍人口数量为1,056人，人口密度为628人/平方公里，当地居民被称为（男性）或（女性）。2022年，福龙河畔拉罗什境内出生110人，死亡人口92人。
| 福龙河畔拉罗什1901年－2021年人口变化情况 |
|                                          |
| 数据来源：Cassini、INSEE                 |

## 经济
福龙河畔拉罗什是一个区域性的中心城市。截至2024年12月，福龙河畔拉罗什市镇范围内共有各类用人单位（包含自雇）1,795家，平均历史为16年，其中98.72%为中小型企业（PME），2024年10月至12月间，当地的经济活力指数为0。（汽车配件销售）、（公路客运）及（电力设备安装）是当地2022年已公布营业额最高的三个企业，分别为10,707,559欧元、8,718,702欧元和6,131,356欧元。

## 财政与居民收入
2022年，福龙河畔拉罗什的财政收入总额为12,998,600欧元，财政支出总额为12,227,600欧元，当年的债务总额为10,262,200欧元。2022年，福龙河畔拉罗什市镇通过增值税获得217,470欧元的收入，此外当地还共获得了290,390欧元的国家直接财政补助。
| 福龙河畔拉罗什居民收入情况                       | 福龙河畔拉罗什居民收入情况 | 福龙河畔拉罗什居民收入情况 | 福龙河畔拉罗什居民收入情况 |
| 内容                                             | 福龙河畔拉罗什             | 法国                       | 统计年份                   |
| ------------------------------------------------ | -------------------------- | -------------------------- | -------------------------- |
| 征税家庭总数                                     | 4,700                      | 1,081（法国市镇平均）      | 2022年                     |
| 居民平均月收入                                   | 2,336欧元                  | 2,435欧元                  | 2022年                     |
| 高级职员人均月收入                               | 3,815欧元                  | 4,331欧元                  | 2021年                     |
| 中级职员人均月收入                               | 2,353欧元                  | 2,470欧元                  | 2021年                     |
| 普通职员人均月收入                               | 1,849欧元                  | 1,801欧元                  | 2021年                     |
| 贫困率                                           | 11%                        | 14.5%                      | 2020年                     |
| 青壮年（15至64岁）失业率                         | 8.6%                       | 7.4%                       | 2020年                     |
| 征税家庭数量占比                                 | 45.9%                      | 45.5%                      | 2020年                     |
| 家庭年均纳税                                     | 18,656欧元                 | 4,393欧元                  | 2022年                     |
| 资料来源：INSEE、L'Internaute、Le Journal du Net |                            |                            |                            |

## 社会事务

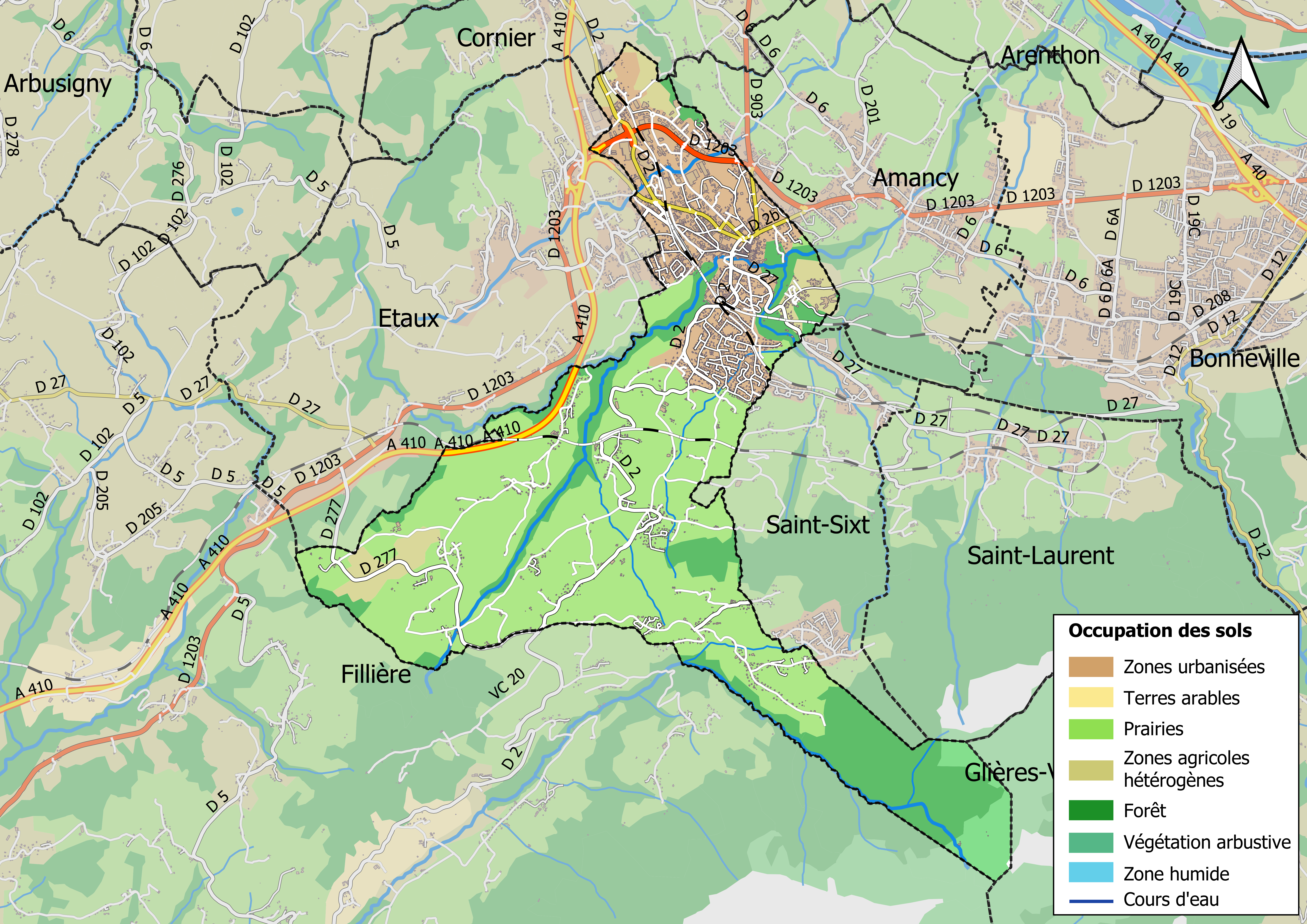
福龙河畔拉罗什土地利用情况地图

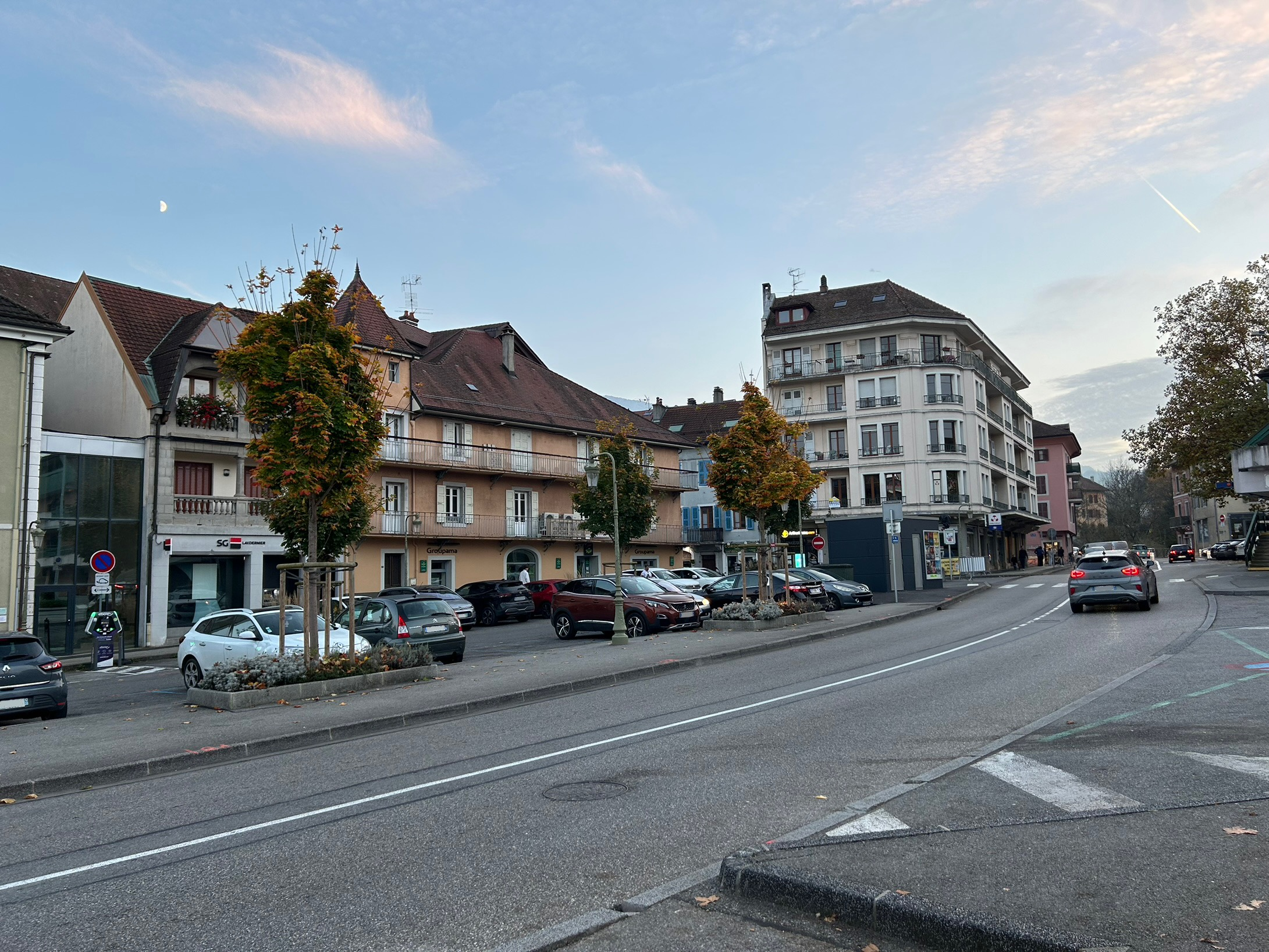
阿尔贝·克拉韦尔广场

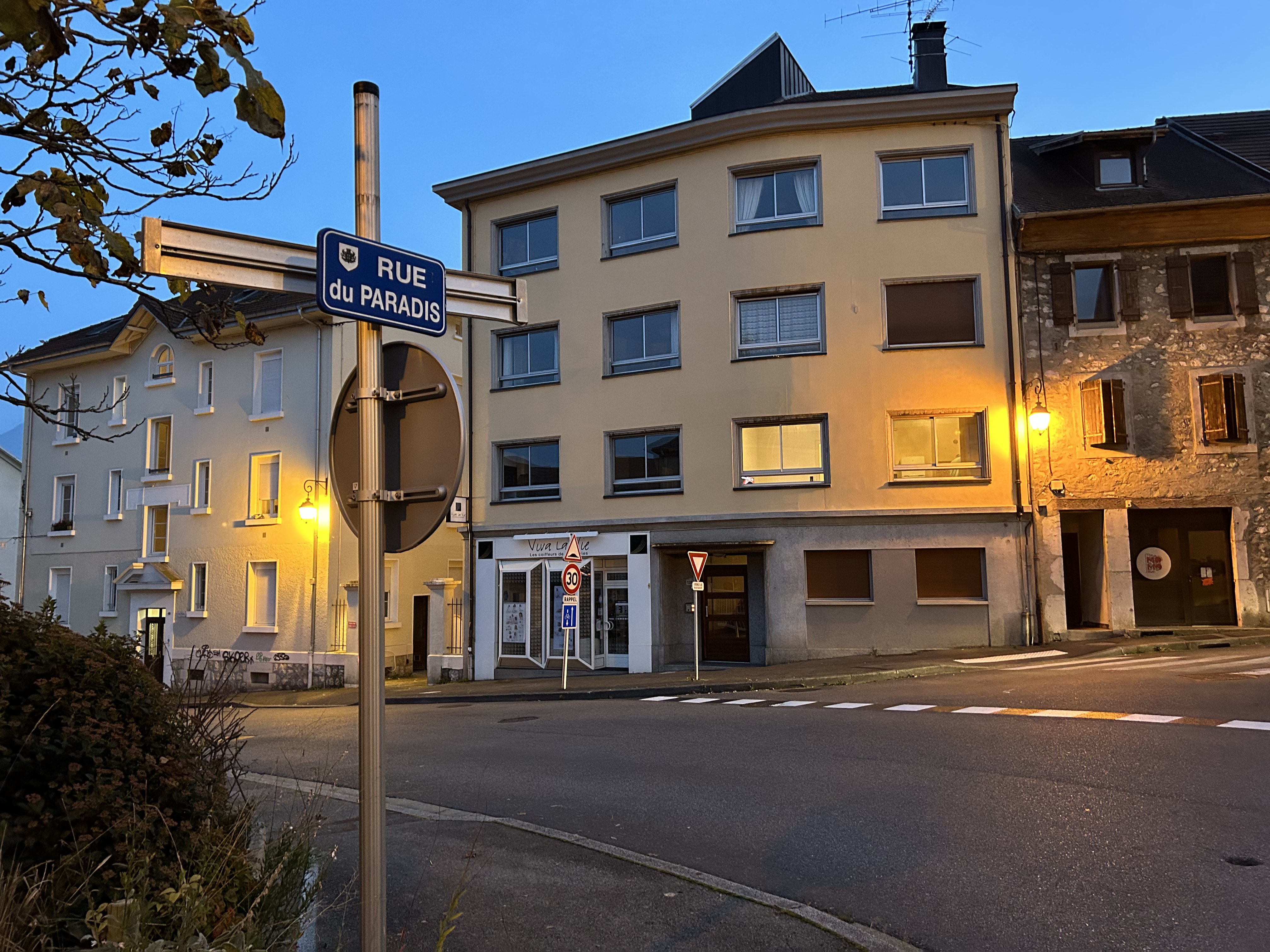
天堂街口

### 教育
福龙河畔拉罗什属于格勒诺布尔学区。截至2023年1月1日，福龙河畔拉罗什境内共有3所幼儿园、4所小学、2所初级中学、1所普通高中、1所农业高中和1所职业高中。 2022至2023学年度，福龙河畔拉罗什境内共有在校中等教育阶段学生2,438名。

### 医疗
截至2023年1月1日，福龙河畔拉罗什境内共有全科医生6名、保健师15名、牙医14名、护士11名和助产士6名。境内共有药房3家、养老院2家、残疾人帮扶中心4家。
距离福龙河畔拉罗什最近的区域性医疗机构为“阿尔卑斯-莱芒中心医院”（Centre hospitalier Alpes Léman），其主病区位于阿尔沃河畔孔塔米讷，距离福龙河畔拉罗什市区大约12分钟，该院设有床位388个。

### 住房
2021年，福龙河畔拉罗什境内共有各类住房5,627套，其中28.9%为独立式住宅，68.8%为集中式住宅。常住房屋占福龙河畔拉罗什市镇范围内居民建筑总量的89.3%。
在住房保障政策方面，2023年，福龙河畔拉罗什境内共有1,915户家庭获得了家庭津贴补助，受益人数占总人口数量的17.0%，其中705份为房租补助。

### 商业
2021年，福龙河畔拉罗什境内共有各类实体商铺298家，其中餐厅36家、大型超市2家、杂货店3家、面包房8家、肉铺6家、书店4家、银行门店11家、美容美发店17家、汽车维修店19家。福龙河畔拉罗什镇中心建有一家Vival和Lidl超市，市区北部则建有Intersport和Netto商场。

### 体育
2023年，福龙河畔拉罗什境内共有1家游泳池、3间体育馆、1座综合体育场、1处网球场、3处足球或橄榄球场以及4处篮球或排球场。
截至2024年12月，福龙足球俱乐部（Football Club du Foron，编号548880）是福龙河畔拉罗什境内唯一的一家注册足球俱乐部，成立于2013年，其主队2024至2025赛季参加奥弗涅-罗讷-阿尔卑斯大区足球联赛乙组（法国第七级别），其主场为让·默纳球场（Stade Jean Moenne）。

### 环境
福龙河畔拉罗什的环境事务由其所属的拉罗什地区市镇公共社区联合各级政府协调负责。2021年，福龙河畔拉罗什境内共有4家污染企业。

### 治安
2021年，福龙河畔拉罗什市镇范围内有1处宪兵队。
2023年，福龙河畔拉罗什市镇范围内累计记录各类案件353起，其中盗窃类案件125起，人身侵犯类案件130起，毒品交易类案件23起。

## 文化

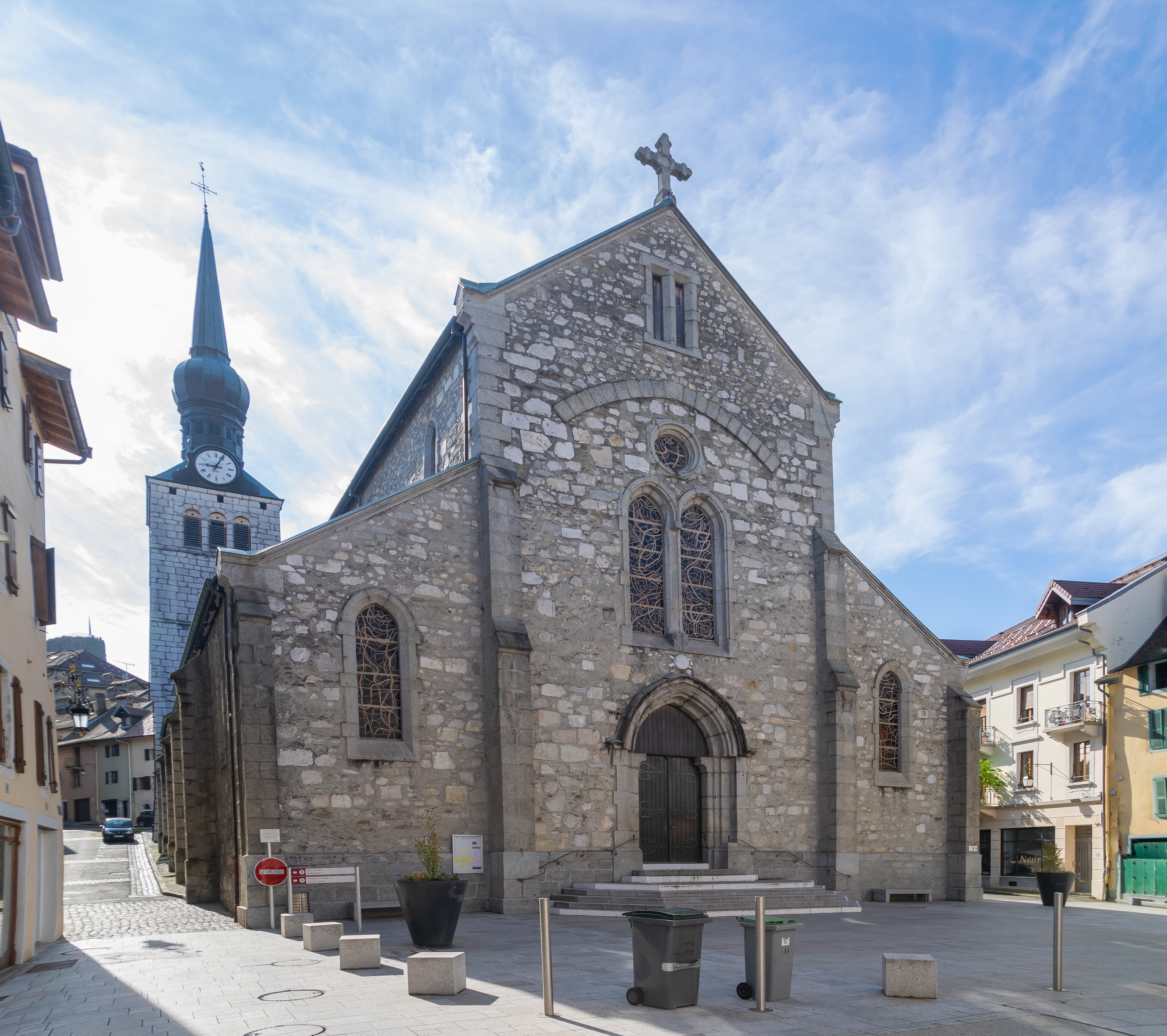
施洗约翰教堂

2023年，福龙河畔拉罗什境内共有1家电影院。福龙河畔拉罗什境内建有多媒体中心（Médiathèque），每周二至六向公众开放。

### 建筑
福龙河畔拉罗什境内有多处历史建筑，其中施洗约翰教堂、福龙河畔拉罗什城堡等为法国国家文物保护单位。

### 旅游
福龙河畔拉罗什的旅游事务由其所属的拉罗什地区市镇公共社区联合各级政府协调负责。2024年，福龙河畔拉罗什境内共有2家酒店共计54间房间。

### 媒体
法国主要的媒体均可在福龙河畔拉罗什接收，法国电视三台下属的奥弗涅-罗讷-阿尔卑斯大区频道在部分时段播出福龙河畔拉罗什所在上萨瓦省的地方新闻。蓝色法兰西萨瓦地区广播、勃朗峰广播、勃朗峰电视台、《信使报》等是当地主要的地方性媒体。

## 相关人物
法国登山运动员伯努瓦·沙穆出生于福龙河畔拉罗什。

## 友好城市
截至2024年12月，福龙河畔拉罗什共与三座城市建立了友好城市关系：
- 德国 施托卡赫
- 義大利 坎德洛
- 菲尼斯泰尔省 圣勒南